# Santaranjärvi
Santaranjärvi är en sjö i Finland. Den ligger i kommunen S:t Michel i landskapet Södra Savolax, i den södra delen av landet, 210 km nordost om huvudstaden Helsingfors. Santaranjärvi ligger 102,8 meter över havet. I omgivningarna runt Santaranjärvi växer i huvudsak barrskog. Arean är 1,7 kvadratkilometer och strandlinjen är 17,43 kilometer lång. Sjön  ingår i Kymmene älvs huvudavrinningsområde. 